# Mohammed Khodabanda
Mohammed Khodabanda o Khudābanda, también conocido como Mohammed Shah o Sultan Mohammed (persa: شاه محمد خدابنده , nacido 1532; muerto 1595 o 1596), fue Shah de Persia desde 1578 hasta su derrocamiento en 1587 por su hijo Abbás I. Fue el cuarto Shah safávida de Irán y sucedió a su hermano, Ismaíl II. Khodabanda era el segundo hijo del Shah Tahmasp I de una madre turcomana, Sultanum Begum Mawsillu, y nieto de Ismaíl I, fundador de la dinastía Safávida.
Después de la muerte de su padre en 1576, Mohammed fue rechazado en favor de su hermano menor Ismaíl II. Sufrió una aflicción ocular que lo dejó casi ciego, por lo que, de acuerdo con la cultura real persa, no podía competir por el trono. Sin embargo, tras el breve y sangriento reinado de Ismaíl II, emergió como el único heredero, y con el respaldo de las tribus Qizilbash se convirtió en Shah en 1578.
El reinado de Mohammed estuvo marcado por una continua debilidad de la corona y luchas internas tribales como parte de la segunda guerra civil de la era safávida. Una figura importante en los primeros años del reinado de Mohammed fue su esposa Khayr Al-Nisa Begum, que ayudó a asegurar el reinado de su marido. Sin embargo, sus esfuerzos por consolidar el poder central provocaron la oposición de las poderosas tribus Qizilbash, que la asesinaron en 1579. Mohammed ha sido descrito como "un hombre de gustos refinados pero de carácter débil". Como resultado, su reinado se caracterizó por el faccionalismo, con grandes tribus alineadas con los hijos de Mohammed y futuros herederos. Este caos interno permitió a las potencias extranjeras, especialmente las rivales y vecinos del Imperio Otomano, para hacer ganancias territoriales, incluyendo la conquista de la antigua capital de Tabriz en 1585. Mohammed fue finalmente derrocado en un golpe de Estado en favor de su hijo Abbás.

## Primeros años
Nacido Mohammed Mirza en Tabriz, era hijo del shah Tahmasp I de una madre turcomana iraquí del área de Mosul, Sultanum Begum; a la edad de cuatro años fue nombrado gobernador titular de Herat, poco después de que la ciudad fuera recuperada de los uzbekos en 1537. El poder real era su lala (tutor-mentor), el emir Qizilbash Muhammad Sharaf al-Din Oghli Takkalu, responsable de las obras públicas masivas de la década de 1540 que incluyeron complejos de irrigación, jardines, templos y otros edificios públicos en Herat. Estos esfuerzos se realizaron con la aprobación del shah Tahmasp, y atrajeron a poetas, ilustradores y calígrafos a la ciudad, con quienes Mohammed se familiarizó.
Mohammed fue nombrado gobernador de Shiraz en 1572. Había adquirido una reputación como poeta en Herat, "conocido por su educación y agudeza cognitiva", según Sam Mirza, un biógrafo contemporáneo de poetas. Mohammed trajo consigo un séquito de artistas y mascotas a Shiraz, una ciudad que había sido un centro de investigación filosófica desde fines del siglo XV y más recientemente como un lugar para la iluminación de manuscritos. Mohammed estaba en Shiraz cuando su hermano, Ismaíl, murió.

## Lucha de poder inicial
El 25 de noviembre de 1577, el hermano menor de Mohammed Khodabanda, Ismaíl II, murió repentinamente y sin ningún signo inicial de mala salud. Los médicos de la corte, que revisaron el cadáver, supusieron que pudo haber muerto envenenado. El acuerdo general fue que su media hermana, Pari Khan Khanum, había resuelto envenenarlo con la ayuda de las amantes del harén en represalia por su mal comportamiento hacia ella (gracias a quien pudo ascender al trono). Con Ismaíl II fuera del camino, Pari Khan Khanum recuperó su autoridad y control. Todos los grandes del estado, jefes de clanes, oficiales y funcionarios cumplieron las órdenes entregadas por sus representantes y sirvieron de acuerdo a su palabra.
Para aclarar la crisis de sucesión, los jefes Qizilbash acordaron nombrar al futuro shah después de una conferencia entre ellos y luego notificar a Pari Khan Khanum sobre su decisión. Al principio, discutieron la resolución de que Shoja al-Din Mohammad Safavi, el infante de ocho meses de Ismaíl II, debería ser coronado como shah, mientras que en realidad los asuntos estatales serían atendidos por Pari Khan Khanum. Esta sugerencia, sin embargo, no recibió la luz verde de la mayor parte de la asamblea, ya que habría influido en el equilibrio de poder entre muchos clanes Qizilbash. Finalmente, la asamblea acordó nombrar a Mohammed Khodabanda como shah.
El nombramiento de Mohammed Khodabanda fue apoyado y aprobado por Pari Khan Khanum, debido a que era un hombre de edad avanzada, casi ciego y que buscaba placer. Por lo tanto, él era el sucesor apropiado, por lo que Pari Khan Khanum podía aprovechar su debilidad y gobernar por sí misma. Hizo un acuerdo con los jefes Qizilbash para que Mohammed Khodabanda se mantuviera como Shah, mientras que ella y sus seguidores seguirían controlando los intereses del estado.
Cuando Mohammed Khodabanda fue coronado shah, la aristocracia safávida, los oficiales y los gobernadores provinciales querían la aprobación de Pari Khan Khanum para hacerle una visita de felicitación. La esfera de influencia y autoridad de Pari Khan Khanum era tan grande que nadie tuvo el coraje de visitar Shiraz sin su aprobación inequívoca. Desde el día en que Mohammed Khobanda fue nombrado shah, su esposa Khayr al-Nisa Begum, conocida por su título de Mahd-e Olya, tomó el control de sus asuntos. Ella estaba al tanto de la deficiencia de su marido y para expiar su falta de rectitud y calidad, decidió intentar convertirse en la regente del estado safávida.
Mohammed Khodabanda y Mahd-e Olya entraron en los alrededores de Qazvin el 12 de febrero de 1578. Esto puso fin a la regla indiscutible que Pari Khan Khanum había disfrutado durante dos meses y 20 días. Aunque todavía era la gobernante de facto del estado, ahora se encontraría con la oposición de Mahd-e Olya y sus aliados. Cuando llegaron a la ciudad, Pari Khan Khanum se presentó para recibirlos alegremente con gran grandeza y desfile, sentada en una litera dorada, protegida por 4000 a 5000 guardias, asistentes personales del harén y asistentes de la corte. Sin embargo, Pari Khan Khanum fue finalmente estrangulada el mismo día por Khalil Khan Afshar bajo las órdenes de Madh-e Olya.
Mahd-e Olya tomó entonces el control personal de Irán y comenzó a promover la carrera de su hijo mayor, Hamza Mirza (se preocupaba poco por su hijo menor, Abbás Mirza). Pero ella antagonizó con los Qizilbash que eventualmente le pidieron al shah que la sacara del poder. Cuando ella se negó a aceptar sus demandas, un grupo de conspiradores Qizilbash irrumpió en el harén y la estranguló el 26 de julio de 1579.

## Conflicto sobre la sucesión
Las facciones Qizilbash llegaron a dominar cada vez más Irán. En 1583 obligaron al shah a entregar a su visir, Mirza Salman, para su ejecución. El joven Hamza Mirza tomó las riendas del estado, pero el 6 de diciembre de 1586 también fue asesinado en circunstancias misteriosas.

## Amenazas extranjeras

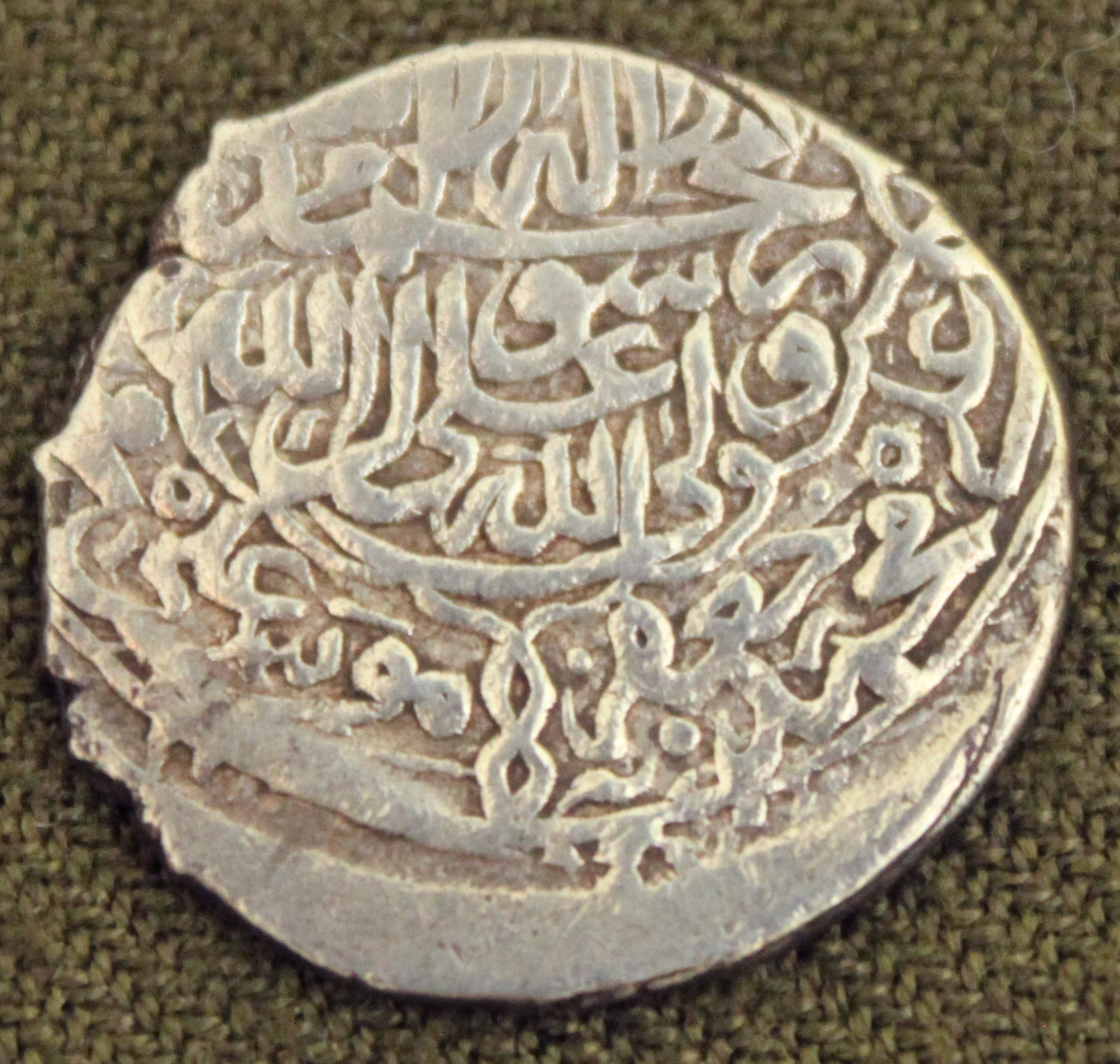
Moneda de plata Safavid Muhammad Shah Khudabende 1577.

Las potencias extranjeras se aprovecharon de la discordia imperante en la corte de Irán para apoderarse de sus territorios. Los uzbekos intentaron invadir el noreste de Irán pero fueron rechazadas por el gobernador de Mashhad. El evento más importante del reinado de Mohammed fue la guerra con los otomanos. En 1578, el sultán otomano Murad III comenzó una guerra con el Irán Safávida que duraría hasta 1590. En el primer ataque, el visir del sultán Lala Mustafa Pasha invadió los territorios safávidas, que comprendían Georgia y Shirván. Shirván cayó antes de finalizar el verano de 1578, por lo que los otomanos tenían ahora el control de casi todos los territorios al oeste de la costa del mar Caspio, y también abierto el camino para un ataque contra lo que hoy en día es el núcleo de Armenia y Azerbaiyán, que posteriormente fueron atacadas en 1579 por un gran contingente de tártaros de Crimea, dirigido por Adil Giray Khan, quien fue derrotado y capturado tras un notable contraataque liderado por Mirza Salman Jabiri y Hamza Mirza, y luego ejecutado en Qazvin, la capital safávida en ese momento. Otro ejército otomano bajo el liderazgo de Osmán Pasha y Ferhat Pasha cruzó a Irán y capturó Tabriz en 1585. El sultán Mohammed envió a Hamza Mirza a luchar contra los otomanos, pero el joven príncipe fue asesinado durante esta campaña y la ciudad permaneció en manos otomanas durante 20 años.

## Fin del reinado
Cuando los uzbekos lanzaron otra invasión a gran escala en Jorasán, el líder de la clan Qizilbash Ustaclu en la provincia, Murshid Quli Khan, decidió que era el momento adecuado para derrocar al shah y reemplazarlo con su hijo, Abbás Mirza, quien era su pupilo. Murshid y Abbás marcharon a Qazvin donde el príncipe fue proclamado el nuevo gobernante de Irán en octubre de 1587. Mohammed no intentó desafiar el golpe y aceptó su destronamiento.

## Últimos años
Vivió en la capital por un tiempo, pero luego fue aparentemente desterrado a la prisión de Alamut, aunque Iskandar Beg Munshi lo registra muriendo en Qazvin entre el 21 de julio de 1595 y el 10 de julio de 1596.